# نیکولای کرستینسکی
نیکولای نیکولایویچ کرستینسکی (روسی: Никола́й Никола́евич Крести́нский) (زاده ۱۳ اکتبر ۱۸۸۳ – درگذشت ۱۵ مارس ۱۹۳۸) یک انقلابی بلشویک روس، سیاستمدار و دیپلمات کمونیست اهل اتحاد جماهیر شوروی بود.
او در پاکسازی بزرگ به جرم «خیانت» دستگیر و بعد اعدام شد.